# Fontaine Ortmans
La fontaine Ortmans (nom complet : fontaine Ortmans-Hauzeur) est une fontaine monumentale située dans la ville belge de Verviers.

## Historique
En 1891, les autorités verviétoises veulent montrer leur reconnaissance envers le bourgmestre Jean-François Ortmans-Hauzeur (nl), décédé en 1885, pour avoir fait construire le barrage de la Gileppe en 1878, ce qui a permis d'amener l’eau courante et potable à l’intérieur des maisons et de doter l’industrie lainière d’un nouvel instrument de développement économique.
Elle est réalisée par l'architecte et sculpteur Clément Vivroux en 1893.

## Emplacement
La fontaine Ortmans est située au carrefour des rues Ortmans, des Raines, des Alliés, des Sottais et du Collège, à Verviers.

## Description
La fontaine Ortmans occupe complètement la face latérale d'un immeuble situé à l'angle des rues des Raines et des Alliés. De style néo-classique, elle est faite en pierre de taille, en bronze et en calcaire.
Dans la partie inférieure du monument, un escalier d'eau, bordé de vases décorés d'une guirlande de laurier, est surmonté par un amas rocheux. À son sommet, le buste en bronze du Jean-François Ortmans-Hauzeur, partiellement enfoncé dans une niche entourée de deux fois deux colonnes, occupe une position centrale,.
Les colonnes soutiennent un fronton où figure une allégorie reposant auprès d'un lion : cette femme symbolise la ville de Verviers et tient dans sa main une pièce de drap évoquant l’activité industrielle.
Le monument semble inspiré de la fontaine Saint-Michel à Paris. Avec ses 15 mètres de hauteur, le monument est reconnu comme la plus grande fontaine murale de la province de Liège.
Les mots suivants sont inscrits en lettres d’or de part et d'autre du monument :
1878

Ortmans-Hauzeur

réalisa

la

distribution d’eau

de la

Au

bourgmestre

Ortmans-Hauzeur

1854-1885

ses concitoyens

reconnaissants

## Auteur
La réalisation de l’ensemble du monument-fontaine a été confiée à Clément Vivroux (1831-1896). Ce dernier a aussi signé la fontaine David à Verviers et quatre « pères de l’Église » dans l’église Saint-Remacle. Il est le frère d’Auguste Vivroux.